# Bernhard Girke
Bernhard Girke (* 9. März 1874 in Sommerfeld; † 6. Oktober 1935 in Parchim) war ein deutscher Politiker (SPD).

## Leben
Bernhard Girke war ab 1898 Zigarrenfabrikant in Parchim, wo er auch 1918/1919 in der Bürgervertretung und von 1919 bis 1929 in der Stadtvertretung saß. Seit 1891 war Mitglied der SPD. Er gehörte für die SPD dem Verfassunggebenden Landtag sowie den ersten bis sechsten ordentlichen Landtag (1919–1932) von Mecklenburg-Schwerin an.